# Гендерсон (Міннесота)
Гендерсон (англ. Henderson) — місто (англ. city) в США, в окрузі Сіблі штату Міннесота. Населення — 960 осіб (2020).

## Географія
Гендерсон розташований за координатами 44°31′36″ пн. ш. 93°54′35″ зх. д. / 44.52667° пн. ш. 93.90972° зх. д. (44.526727, -93.909711).  За даними Бюро перепису населення США в 2010 році місто мало площу 2,82 км², з яких 2,76 км² — суходіл та 0,07 км² — водойми.

## Демографія
Згідно з переписом 2010 року, у місті мешкало 886 осіб у 377 домогосподарствах у складі 236 родин. Густота населення становила 314 особи/км².  Було 405 помешкань (144/км²).
Расовий склад населення:
| - 97,5 % — білих - 0,2 % — азіатів - 1,4 % — осіб інших рас |

До двох чи більше рас належало 0,9 %. Частка іспаномовних становила 2,5 % від усіх жителів.
За віковим діапазоном населення розподілялося таким чином: 23,4 % — особи молодші 18 років, 61,0 % — особи у віці 18—64 років, 15,6 % — особи у віці 65 років та старші. Медіана віку мешканця становила 39,5 року. На 100 осіб жіночої статі у місті припадало 91,8 чоловіків;  на 100 жінок у віці від 18 років та старших — 94,6 чоловіків також старших 18 років.
Середній дохід на одне домашнє господарство  становив 60 856 доларів США (медіана — 52 188), а середній дохід на одну сім'ю — 77 200 доларів (медіана — 68 819). За межею бідності перебувало 8,6 % осіб, у тому числі 16,5 % дітей у віці до 18 років та 4,1 % осіб у віці 65 років та старших.
Цивільне працевлаштоване населення становило 463 особи. Основні галузі зайнятості: виробництво — 23,1 %, освіта, охорона здоров'я та соціальна допомога — 22,2 %, будівництво — 13,2 %, роздрібна торгівля — 10,2 %.